# 渡邉美香
渡邉 美香（わたなべ みか）は、ラジオ福島 (rfc) のアナウンサー。
福島県福島市出身。高校生の頃にラジオ福島の番組企画でラジオパーソナリティを務めたことがあり、それをきっかけにアナウンサーを志す。そして2003年に同局に入社し、念願のアナウンサーになる。同期に元同局アナウンサーの五藤めぐみがいる。
私生活では2児の母。

## 担当番組
- ラッキーアイランド よしおじさんの「なつかしィ〜」[3]
- チャレンジ快適ライフ[4]
- 農家の皆さんへ[4]
- ほっとタイム - 水曜パーソナリティ[5]
- かっとびワイド - 「健司のふれんどラジオ」木曜アシスタント[5]
- 昼の希望音楽会 - 火曜パーソナリティ[6]
- 渡邉美香のみ〜んなのRadio[7]
- Saturday Music Station 大人の部活project[8]
- かっとびワイド - 「大人の部活プロジェクト」→「shimvaと美香のハッピーレディオン」パーソナリティ[8]
- スマイル！[1]